# Sorry Seems to Be the Hardest Word
Sorry Seems to Be the Hardest Word är den första singeln från Elton Johns album Blue Moves från 1976 och den nådde nummer 11 på topplistorna i Storbritannien och nummer 6 i USA. Han skrev låten tillsammans med Bernie Taupin, men till skillnad från andra låtar skrev Elton John inte bara musiken utan också en stor del av texten.